# Julius Wolfgang Schülein
Julius Wolfgang Schülein (* 8. Mai 1881 in München; † 25. November 1970 in New York) war ein als Jude vor den Nationalsozialisten ins Exil geflohener deutsch-amerikanischer Maler.

## Leben und Werk
Schülein kam aus einer assimilierten deutsch-jüdischen bildungsbürgerlichen Familie. Sein Vater Jacob Schülein war Bankier. Er schied 1891 freiwillig aus dem Leben. Die Mutter Johanna, geb. Krämer, kam aus dem einflussreichen jüdischen Münchner Patriziat. Der Bruder des Vaters, Joseph Schülein, war später u. a. ein bedeutender Brauerei-Unternehmer.
Schülein schrieb seit seinem 10. Lebensjahr Tagebuch und dichtete. Er absolviert das Gymnasium und studierte bis 1904 in München und Berlin Jura. Er entschloss sich jedoch, Maler zu werden und ging nach dem Examen in München in die Malschule von Moritz Heymann (1870–1937). Ab 1906 studiert er bei Hugo von Habermann an der Akademie der Bildenden Künste München. Danach arbeitete er als freischaffender Maler. Von 1908 bis 1930 hatte er seine Wohnung und das Atelier in der Leopoldstraß 21, bis 1910 in direkter Nachbarschaft zu Thomas Mann. Von 1908 bis 1913 hielt Schülein sich in Paris auf, wo er auch die Malschule La Palette besucht. Dort lernt er die Malerin und Fotografin Suzanne Carvallo (1883–1972) kennen, die er 1912 heiratet. Nach der Rückkehr nach München gehört Schülein 1913 zu den Gründern der Münchner Neuen Secession. Er entwickelte einen Malstil zwischen Impressionismus und Expressionismus und wurde vor allem Landschaftsmaler. Von 1913 bis 1914 lebte Schülein mit seiner Frau auf dem Anwesen des Großvaters seiner Frau in Katalonien. 1916 wurde ihre Tochter Katharina (Catharine) geboren. Schülein musste nicht am Ersten Weltkrieg teilnehmen und arbeitet weiter als Maler. Während des Krieges lebte die Familie in den bayrischen Voralpen, danach am Gardasee und in Venedig und von 1930 bis 1933 in Berlin, in der Frankenallee 18.
In den 1920er Jahren publizierte die Monats-Zeitschrift „Deutsche Kunst und Dekoration“ Bilder Schüleins (z. B.), und Anfang der 1930er Jahre schrieb Schülein für die Zeitschrift einige Essays.
Nachdem die Nationalsozialisten an die Macht gekommen waren, floh Schülein mit seiner Familie am 1. April 1933 nach Frankreich.
Arbeiten Schüleins aus der Sammlung Heinrich Stinnes wurden 1936 und 1938 von der Berliner Kunsthandlung Hollstein & Puppel in Auktionen angeboten.
1937 beschlagnahmten die Nationalsozialisten in der Aktion „Entartete Kunst“ aus der Kunsthalle Bremen, der Anhaltinischen Gemäldegalerie Dessau, dem Museum Folkwang Essen, dem Kestner-Museum Hannover und dem Kaiser-Friedrich-Museum Magdeburg Werke Schüleins.
Ab 1939 wohnte Schülein in einem Hotel in St. Guénolé (Penmarch) und malte. Seine Frau blieb in Paris. Im September 1939 wurde er in das Camp de la Chaume, ein Internierungslager für „feindliche Ausländer“, bei Les Sables-d’Olonne gebracht. Er kam frei, wurde aber danach wiederholt interniert. Nachdem sich die Vichy-Regierung etabliert hatte, entschloss er sich 1941, in die USA zu gehen. In seinen Lebenserinnerungen schreibt Schülein: „Die französischen Behörden wollten uns kein Ausreise-Visum geben ohne amerikanisches Visum und der amerikanische Consul in Marsaille wollte uns dies nicht geben ohne ein französisches Ausreise-Visum“. Der drohenden Deportation und Verschleppung in deutsche Konzentrationslager entging Schülein mit seiner Familie, weil sein Vetter Hermann Schülein aus den USA ihm ein Affidavit und Geld für die Ausreise zur Verfügung stellte. Nach einer Woche in Madrid und drei weiteren Wochen in Lissabon konnten sie Anfang Dezember 1941 auf einem portugiesischen Frachter Europa nach New York verlassen. Dort arbeitet Schülein wieder als Maler. Zu einer Ausstellung seiner Werke war 1955 zu lesen: „Eine wahre Oase in der Wüste abstrakter Dürre.“
Ab 1948 reist Schülein regelmäßig nach Europa, vor allem nach Frankreich und Italien. 1967 vollendet er seine Lebenserinnerungen (Hoffnungslosigkeit. Rückblick und Selbstporträt. Verlag Berger & Söhne, Horn, 1968).
Werke und Teile des Nachlasses Schüleins befinden sich u. a. in der Leo Baeck Institute Art and Objects Collection, Teile des schriftlichen Nachlasses in der Münchner Stadtbibliothek (Monacensia).
Schüleins 1882 geborene Schwester Hedwig Cahnmann kam 1942 im Ghetto und Durchgangslager Piaski um.

## Ehrungen
- 1951: Dr. h.c. der Akademie der Bildenden Künste München
- 1979: Enthüllung einer Gedenktafel am Münchner Haus Leopoldstraße 21

## Bildnerische Darstellung Schüleins
- Hermann Landshoff: Der Maler Julius Schülein und Eugen Spiro (Fotografie, 1962)[12]

## Selbstreflexion
„Was war mein Weg in einer von Kriegen und Revolutionen erschütterten, einer sich völlig verwandelnden Welt? Ich habe mich auch vielfach gewandelt … Freilich trotzdem bin ich ein Kind des ausgehenden 19. Jahrhunderts, aufgewachsen im Lichte Goethes, des Humanismus, der mittelmeerländischen und mitteleuropäischen Kultur. Meine Ablehnung jeder Art von Fanatismus, jedes Glaubens an absolute Wahrheit und absolute Wertmaßstäbe hat sich nur verstärkt.“
(aus seinen Lebenserinnerungen)

## Zeitgenössische Rezeption
„Schülein malt, mit eigenwilliger Zartheit, Stimmungslandschaften. Er ist ein das Pikante suchender Skizzist, in seinen Landschaftsphantasien wird eine heroische Absicht etwas zu gefällig vorgetragen. Seine Bilder erinnern entfernt an Prospekte aus der Mitte des neunzehnten Jahrhunderts; er gewinnt der Impression schmückende und illustrative Wirkungen ab.“

## 1937 als „entartet“ beschlagnahmte Werke Schüleins
- Badende (Radierung)
- Die Mütter der Helden, Blatt 9 der beschlagnahmten 1. Mappe „Kriegsbilderbogen Münchner Künstler“ (Mappe mit 12 kolorierten Lithografien, Goltzverlag, München, 1914)
- Eroberte Stadt, Blatt 10 der beschlagnahmten 2. Mappe „Kriegsbilderbogen Münchner Künstler“ (Mappe mit 12 kolorierten Lithografien, Goltzverlag, München, 1914)

## Buchillustrationen (Auswahl)
- Otto Haas-Heye (Hrsg.): ZEIT-ECHO. Ein Kriegs-Tagebuch der Künstler. Graphik-Verlag, München, 1915 (u. a. mit drei Original-Lithografien Schüleins)
- Hans Schiebelhuth: Der kleine Kalender. Verlag Die Dachstube, Darmstadt 1919, Reihe „Die kleine Republik“; Auflage 300 Exemplare

## Essays Schüleins in der ZeitschriftDeutsche Kunst und Dekoration(Auswahl)
- Der moderne Bildersturm. 66(1930), Seite 278–284[14]
- Der Gegenstand. 68 (1931), Seite 70
- Bilder im modernen Haus. 68 (1931), Seite 345
- Klassik und Romantik normative und ekstatische Kunst. 68(1931), Seite 49[15]
- Richtung des künstlerischen Wollens. 69(1931/32), Seite 283[16]
- Politische Kunst. 70(1932), Seite 152–156[17]

## Ausstellungen
- 1912: München, Galerie Heinemann (Kollektivausstellung mit Hans Eder, Felix Albrecht Harta, Max Unold und Julius Exter)
- 1927: Darmstadt (Gruppenausstellung „Neue Kunst“)
- 1945: New York, Galerie M. Knoedler & Co.
- 1951: New York
- 1955: New York, Galerie Schonemann
- 1973: München, Städtische Galerie im Lenbachhaus